# Астафьева, Елизавета Яковлевна
Елизавета Яковлевна Астафьева (1900—1950) — советский художник-иллюстратор, график. Представитель Мастерской пространственного реализма М. В. Матюшина.
Училась в первой Иркутской художественной мастерской-студии (ИХМС) (1919—1921) у И. Л. Копылова, во Вхутеине в Петрограде — Ленинграде (1923—1926) в мастерской М. В. Матюшина. Работала в Отделе органической культуры ГИНХУКа под руководством М. В. Матюшина. Ученики Матюшина дважды выставлялись вместе с ним — в 1923 на «Выставке петроградских художников всех направлений» под девизом «Зорвед» и в 1930 в Центральном доме работников искусств под девизом «КОРН» (Коллектив расширенного наблюдения: Е. Я. Астафьева, В. П. Бесперстова, И. В. Вальтер, О. П. Ваулина, В. Э. Делакроа, Н. И. Костров, Е. М. Магарил, Е. С. Хмелевская).
С 1926 года жила в Москве. Создавала пейзажи, жанровые композиции, много работала в техниках акварели и гуаши. Среди ее работ — «Бурятка», «Гармонист», «Рыбные промыслы», «Косцы в горах», «Мост и электростанция». В 1935 побывала в творческой командировке в Кабардино-Балкарии, где выполнила серию рисунков и акварелей.
В 1930-е иллюстрировала детские книги в ГИЗ ОГИЗ и «Молодой гвардии». Сотрудничала с журналом «Мурзилка».
С 1929 — участница выставок. Член общества РОСТ (1929), МОССХ (с 1932), была членом АХРР (1920-е годы). Участвовала в выставках: начинающих молодых художников Москвы (1934), работ московских художников (1936), живописи, графики и скульптуры женщин-художников (1938) в Москве. В 1936 провела в Москве совместную выставку с О. И. Синицыной и Г. П. Макатуриным.
В соавторстве с М. В. Эндер и Б. В. Эндером занималась оформлением павильона «Ленинград» на ВСХВ (1938—1939)..
Творчество представлено в ряде музейных собраний, в частности в ГМИ СПб.

## Выставки
- 2-я Выставка о-ва художников РОСТ. М., 1929, с. 6.
- Выставка начинающих молодых худ-ков г. Москвы. М., 1934, с. 33.
- Выставка работ московских художников. М., 1936, с. 7.
- Выставка живописи, графики и скульптуры женщин-художников, посвященная Международному коммунистическому женскому дню. М., 1938, с. 18.
- Выставка произведений живописи и графики из частных собраний Иркутска. Иркутск, 1949, с. 14.